# Bitter Creek (Texas)
Pour les articles homonymes, voir Bitter Creek.
Bitter Creek est une ville fantôme située dans le comté de Nolan, au Texas, aux États-Unis. Son emplacement n'est pas connu avec certitude car il n'en reste rien. Fondée au début des années 1880 par les familles Bardwell et Montgomery, on pense qu'elle fut localisée au sud de Sweetwater, dans le nord-est du comté de Nolan. En 1923, on découvre du pétrole à Bitter Creek et dans les années 1950, sa population n'est plus que de cinq habitants.